# Волынцев, Алексей Аврамович
Алексей Аврамович Волынцев — советский хозяйственный, государственный и политический деятель.

## Биография
Родился 3 декабря 1936 года в городе Артём Приморского края. Член КПСС с 1964 года.
С 1960 года — на хозяйственной, общественной и политической работе. В 1960—1993 гг. — студент Дальневосточного политехнического института, мастер горных работ рудника «Верхний» комбината «Сихали» Тетюхинского (ныне Дальнегорского) района, на ответственных должностях в горнодобывающей промышленности Приморского края, аспирант Академии общественных наук при ЦК КПСС, в Приморском крайкоме КПСС, второй секретарь Приморского крайкома КПСС, первый секретарь Приморского крайкома КПСС, председатель Приморского краевого Совета народных депутатов, консультант Института сырьевых ресурсов, технологий и материалов
Избирался народным депутатом России. Член Конституционной комиссии, член Комитета Верховного Совета РФ по вопросам межреспубликанских отношений, региональной политике и сотрудничеству.
Через несколько дней после путча 19 августа 1991 ушёл в отставку с должности председателя президиума Приморского краевого Совета народных депутатов .